# Fersman (månekrater)
Fersman er et stort nedslagskrater på Månen. Det befinder sig på Månens bagside og er opkaldt efter den sovjetiske geokemiker Aleksander Fersman (1883 – 1945).
Navnet blev officielt tildelt af den Internationale Astronomiske Union (IAU) i 1970.

## Omgivelser
Fersmankrateret ligger øst for Poyntingkrateret og vest-nordvest for Weylkrateret. Mod syd ligger det enorme Hertzsprungbassin.

## Karakteristika
Krateret er nedslidt med en lav ydre rand. Den sydøstlige del af denne og den østlige kraterbund er dækket af udkastede aflejringer, som løber i retningen fra sydøst mod nordvest. En næsten lineær række små kratere begynder sydøst for krateret og fortsætter til omkring 100 km nordvest for det. Der er et brud i kæden, hvor kraterbunden er, men den fortsætter igen nær den nordlige rand.
Adskillige andre små kratere ligger på kraterbunden, herunder en gruppering syd for midtpunktet og et lille krater langs den vestlige, indre kratervæg. Randen har en udadgående bule langs den sydøstlige side og irregulære kanter mod nord og syd.

## Måneatlas
- Billeder af Fersmankrateret i LPI-måneatlasset